# 沖縄県総合運動公園自転車競技場
沖縄県総合運動公園自転車競技場（おきなわけん そうごううんどうこうえん じてんしゃきょうぎじょう）は、沖縄県総合運動公園内にある自転車競技場。泡瀬干潟に程近いことにちなんで泡瀬自転車競技場という自転車競技関係者もいる。

## 概要
1987年の海邦国体開催のため、『仮設競技場』の名目で設営された。つまり、国体開催のためだけに設けられた施設であり、開催後は撤去を前提としていたことから、現在も常設競技場という扱いではないという特殊な事情を抱える競技場である。
2010年度には平成22年度全国高等学校総合体育大会自転車競技大会のトラック種目が行われた。同様に2019年度も令和元年度全国高等学校総合体育大会の自転車トラック種目が開催された。
このほか、沖縄県を登録地とする競輪選手が、当競技場を練習拠点としている。